# Dolores Villarino Santiago
María Dolores Villarino Santiago (Xinzo de Limia, 9 de febrer de 1945) és una política gallega, presidenta del Parlament de Galícia des del 18 de juliol de 2005, i membre del Partit Socialista de Galícia-PSOE. Va estudiar econòmiques a la Universitat de Santiago de Compostel·la i allí va començar la seua militància política al Partit Comunista de Galícia. Ja al PSdeG, va ser regidora en l'ajuntament de Vigo (1991-2002), primera tinent d'alcalde (1991-1995) i des de 1997 és diputada en el Parlament de Galícia.